# فرودگاه شهرستان واشینگتن (پنسیلوانیا)
فرودگاه واشینگتن کانتی (پنسیلوانیا) (به انگلیسی: Washington County Airport (Pennsylvania)) یک فرودگاه همگانی ۴۰۰۱۷ با کد یاتا WSG است. این فرودگاه در کشور ایالات متحده آمریکا قرار دارد و در ارتفاع ۳۶۱ متری از سطح دریا واقع شده است.